# 伯公岡臺地
伯公岡臺地是位於臺灣桃園市楊梅區西北部的單面山臺地，臺地的南面是活動構造所造成的地形陡崖，但向北則是緩斜的地形，包含富岡臺地及長岡嶺臺地。長岡嶺南有縱貫公路東西向通過，北有縱貫鐵路東西向通過。

## 地理環境
伯公岡台地位於平鎮台地以西，狀似雞心。楊梅即位於此雞心附近。湖口車站東方則位於此雞心之上緣，寬約5,500公尺。台地之東南邊160公尺等高線以上部份亦似一傾動地壘，等高線呈北偏東50度，傾斜約為1/15。本台地上之此地壘似為平鎮台地南邊之地壘狀地形之向西延長，但兩者高度不相同，方向亦有差異。本台地其他部份大致呈南北向之弧狀，圖面向西，傾斜較緩，與平鎮台地似為同時代之堆積面，但因其等高線方向不相符合，可能在舊沖積扇形成後，受到不同地塊運動所致。

## 行政區劃
- 富岡臺地的行政區域分為。
- 長岡嶺臺地的行政區域分為。

## 外部連結
- 楊梅足跡[永久]